# Gynacantha bayadera
Gynacantha bayadera – gatunek ważki z rodziny żagnicowatych (Aeshnidae). Występuje od Indii przez Azję Południowo-Wschodnią po południowe Chiny, Tajwan oraz północną Nową Gwineę; w Chinach na pewno występuje na wyspie Hajnan, zaś stwierdzenia z Chin kontynentalnych są niepewne. Gatunek ten opisał Edmond de Sélys Longchamps w 1891 roku.